# تينا يورك
تينا يورك (بالألمانية: Tina York)‏ (و. 1954  م) هي مغنية ألمانية، ولدت في بينغن آن در راين.

## وصلات خارجية
- تينا يورك على موقع IMDb (الإنجليزية)
- تينا يورك على موقع ميوزك برينز (الإنجليزية)
- تينا يورك على موقع ديسكوغز (الإنجليزية)

- تينا يورك في قاعدة بيانات الأفلام على الإنترنت